# Tímea Babos
Tímea Babos (ur. 10 maja 1993 w Sopronie) – węgierska tenisistka; zwyciężczyni Australian Open 2018 i 2020 oraz French Open 2019 i 2020 w grze podwójnej kobiet, finalistka Wimbledonu 2014 i 2016 w grze podwójnej kobiet oraz Wimbledonu 2015 i Australian Open 2018 w grze mieszanej, mistrzyni juniorskiego French Open 2010, Wimbledonu 2010 oraz US Open 2010 w grze podwójnej dziewcząt, brązowa medalistka singapurskich Letnich Igrzysk Olimpijskich Młodzieży 2010 w grze podwójnej dziewcząt. W 2018 roku była liderką rankingu WTA deblistek od 16 lipca do 12 sierpnia i ponownie od 20 sierpnia do 21 października.

## Kariera tenisowa

### Kariera juniorska
Treningi tenisowe rozpoczęła w wieku ośmiu lat. We wrześniu 2006 zadebiutowała w juniorskim turnieju Międzynarodowej Federacji Tenisowej, odpadając w drugiej rundzie. Swoje pierwsze indywidualne zawody wygrała w Malezji w listopadzie 2007, kolejne w Wenezueli w styczniu 2009. W czerwcu tego samego roku doszła do półfinału Wimbledonu, gdzie przegrała z Noppawan Lertcheewakarn. W styczniu 2010 w Australian Open doszła do 1/4 finału.
Podczas Talentum Cup na Węgrzech, wraz z Réką Lucą Jani. W czerwcu 2008 doszła do ćwierćfinału debla na juniorskim Wimbledonie, a rok później do finału juniorskiego French Open. W styczniu 2010, grając w turnieju debla dziewcząt na Australian Open w parze z Gabrielą Dabrowski, uległy w finale Janie Čepelovej i Chantal Skamlovej. Pierwszy zwycięstwo wielkoszlemowe odniosła podczas French Open 2010, wraz z Amerykanką Sloane Stephens.

### Kariera zawodowa
W roku 2009 rozpoczęła występy w seniorskich turniejach rangi ITF. Doszła do finału turnieju w Wielkiej Brytanii. Podczas ECM Prague Open 2010 po raz pierwszy zagrała w eliminacjach do turnieju WTA, przegrywając w drugiej rundzie z Mašą Zec Peškirič. W grze podwójnej awansowała do ćwierćfinału, partnerując Emmie Laine.
W lutym 2012 roku wygrała turniej w Monterrey, pokonując w finale Alexandrę Cadanțu wynikiem 6:4, 6:4. W czerwcu, w parze z Hsieh Su-wei zwyciężyła w swym pierwszym turnieju deblowym rangi International w Birmingham, wygrywając w finale z parą Liezel Huber–Lisa Raymond 7:5, 6:7(2), 10–8.
Na początku stycznia 2013 roku awansowała razem z Mandy Minellą do finału zawodów w Hobart, aczkolwiek w meczu o trofeum uległy Garbiñe Muguruzie i Maríí-Teresie Torró-Flor 3:6, 6:7(5). W lutym, ponownie z Minellą, zwyciężyły w zawodach gry podwójnej w Bogocie, gdzie w finale pokonały parę Eva Birnerová–Aleksandra Panowa wynikiem 6:4, 6:3. Na początku kwietnia razem z Kimiko Date-Krumm wygrały turniej w Monterrey, pokonując w meczu finałowym Evę Birnerovą i Tamarine Tanasugarn 1:6, 4:6. Pod koniec kwietnia razem z Minellą zwyciężyły w zawodach w Marrakeszu, triumfując w ostatnim spotkaniu nad Petrą Martić i Kristiną Mladenovic wynikiem 6:3, 6:1. W sierpniu sięgnęła po tytuł deblowy zawodów WTA 125K series w Suzhou. We wrześniu razem z Jarosławą Szwiedową pokonały parę Mandy Minella–Wolha Hawarcowa 6:3, 6:3 w finale zawodów w Taszkencie.
W sezonie 2014 razem z Lucie Šafářovą pokonały w finale zawodów w Sydney Sarę Errani i Robertę Vinci 7:5, 3:6, 10–7. W Paryżu, gdzie występowała razem z Kristiną Mladenovic uległy wynikiem 7:6(7), 4:6, 5-10 deblowi Anna-Lena Grönefeld–Květa Peschke. W Monterrey wspólnie z Wolhą Hawarcową przegrały 6:7(5), 6:3, 9–11 w finale przeciw Dariji Jurak i Megan Moulton-Levy. Podczas zawodów w Kuala Lumpur, gdzie grała razem z Chan Hao-ching, wygrała w finale 6:3, 6:4 z Chan Yung-jan oraz Zheng Saisai. Na przełomie czerwca i lipca razem z Mladenovic wzięła udział w wielkoszlemowym Wimbledonie, w którym para przegrała w finale z Sarą Errani i Robertą Vinci 1:6, 3:6. W Cincinnati debel skreczował w meczu mistrzowskim przeciw Raquel Kops-Jones i Abigail Spears przy stanie 1:6, 0:2. W końcowej części sezonu zawodniczki osiągnęły finał w zawodach WTA 125K series w Limoges, przegrywając 6:2, 2:6, 5–10 z Kateřiną Siniakovą i Renatą Voráčovą.
W 2015 roku, razem z Mladenovic, Węgierka zwyciężyła w zawodach rangi WTA Premier 5 w Dubaju, triumfując w finale 6:3, 6:2 z Garbiñe Muguruzą i Carlą Suárez Navarro. Podczas turnieju w Marrakeszu przegrała w finale gry pojedynczej z Eliną Switoliną wynikiem 5:7, 6:7(3), natomiast w rozgrywkach deblowych z Mladenovic pokonały Laurę Siegemund i Marynę Zanewśką 6:1, 7:6(5). Dwa tygodnie później z Francuzką wygrały zawody w Rzymie po zwycięstwie nad Martiną Hingis i Sanią Mirza. W lipcu razem z Alexandrem Peyą osiągnęli finał Wimbledonu, w którym mikst przegrał 1:6, 1:6 z Martiną Hingis i Leanderem Paesem. W listopadzie zwyciężyła w zawodach kategorii WTA 125K series w Tajpej.
W 2016 roku razem z Jarosławą Szwiedową osiągnęła finał zawodów w Miami, ulegając 3:6, 4:6 Bethanie Mattek-Sands i Lucie Šafářovej. Podczas Wimbledonu debel awansował do finału, w którym uległ siostrom Williams wynikiem 3:6, 4:6.

## Historia występów wielkoszlemowych
Legenda
     W, wygrany turniej
     F, przegrana w finale
     SF, przegrana w półfinale
     QF, przegrana w ćwierćfinale
     xR, przegrana w x rundzie
     Qx, przegrana w x rundzie kwalifikacji
     A, brak startu
     NH, turniej nie odbył się

### Występy w grze pojedynczej
| Australian Open        | A   | A   | A   | Q2 | 1R | 1R | 1R | 2R | 1R | 2R | 2R  | 1R  | 2R  | A   | A   | Q1  | A | 0 / 9  | 4 – 9   |  |  |  |  |  |  |  |  |
| French Open            | A   | A   | A   | 1R | Q2 | Q3 | 1R | 2R | 1R | 1R | 1R  | 1R  | Q2  | A   | A   | Q2  |   | 0 / 7  | 1 – 7   |  |  |  |  |  |  |  |  |
| Wimbledon              | A   | A   | A   | 2R | 1R | 1R | 2R | 2R | 1R | 1R | Q1  | NH  | 1R  | Q3  | Q1  | A   |   | 0 / 8  | 3 – 8   |  |  |  |  |  |  |  |  |
| US Open                | A   | A   | A   | 1R | 1R | 1R | 1R | 3R | 2R | 1R | 2R  | 1R  | A   | A   | Q2  | A   |   | 0 / 9  | 4 – 9   |  |  |  |  |  |  |  |  |
|                        |     |     |     |    |    |    |    |    |    |    |     |     |     |     |     |     |   |        |         |  |  |  |  |  |  |  |  |
| Ranking na koniec roku | 700 | 329 | 153 | 64 | 88 | 99 | 85 | 26 | 57 | 61 | 104 | 115 | 161 | 319 | 177 | 333 |   | 0 / 33 | 12 – 33 |  |  |  |  |  |  |  |  |

### Występy w grze podwójnej
| Australian Open        | A   | A   | A   | A  | 1R | 3R | 2R | 2R | 3R | W  | F  | W  | A  | A  | 2R | 2R | 3R | 2 / 11 | 27 – 9  |  |  |  |  |  |  |  |  |
| French Open            | A   | A   | A   | 2R | 1R | 1R | 2R | 3R | 2R | QF | W  | W  | 1R | A  | 2R | 1R |    | 2 / 12 | 21 – 10 |  |  |  |  |  |  |  |  |
| Wimbledon              | A   | A   | A   | 1R | 1R | F  | SF | F  | 3R | QF | SF | NH | 1R | A  | 3R | QF |    | 0 / 11 | 27 – 11 |  |  |  |  |  |  |  |  |
| US Open                | A   | A   | A   | 1R | 2R | 1R | 3R | 3R | QF | F  | QF | 2R | A  | A  | 1R | 1R |    | 0 / 11 | 17 – 10 |  |  |  |  |  |  |  |  |
|                        |     |     |     |    |    |    |    |    |    |    |    |    |    |    |    |    |    |        |         |  |  |  |  |  |  |  |  |
| Ranking na koniec roku | 671 | 406 | 145 | 90 | 45 | 21 | 11 | 15 | 7  | 3  | 3  | 4  | 25 | 92 | 63 | 55 |    | 4 / 45 | 92 – 40 |  |  |  |  |  |  |  |  |

### Występy w grze mieszanej
| Australian Open | A | A | A | A | A | A  | 1R | A  | A  | F  | 2R | A  | A | A | A | A | 2R | 0 / 4  | 6 – 4   |  |  |  |  |  |  |  |  |
| French Open     | A | A | A | A | A | SF | QF | A  | A  | 1R | 2R | NH | A | A | A | A |    | 0 / 4  | 6 – 4   |  |  |  |  |  |  |  |  |
| Wimbledon       | A | A | A | A | A | 3R | F  | A  | A  | A  | A  | NH | A | A | A | A |    | 0 / 2  | 6 – 2   |  |  |  |  |  |  |  |  |
| US Open         | A | A | A | A | A | 1R | A  | 2R | QF | A  | A  | NH | A | A | A | A |    | 0 / 3  | 3 – 3   |  |  |  |  |  |  |  |  |
|                 |   |   |   |   |   |    |    |    |    |    |    |    |   |   |   |   |    |        |         |  |  |  |  |  |  |  |  |
|                 |   |   |   |   |   |    |    |    |    |    |    |    |   |   |   |   |    | 0 / 13 | 21 – 13 |  |  |  |  |  |  |  |  |

## Finały turniejów WTA
| Legenda                     | Legenda |
| --------------------------- | ------- |
| Wielki Szlem                |         |
| Igrzyska olimpijskie        |         |
| WTA Tour Championships      |         |
| 2009 – 2020                 |         |
| WTA Premier Mandatory       |         |
| WTA Premier 5               |         |
| WTA Premier                 |         |
| WTA International Series    |         |
| WTA 125K series (2012–2020) |         |
| od 2021                     |         |
| WTA 1000 (obowiązkowe)      |         |
| WTA 1000 (nieobowiązkowe)   |         |
| WTA 500                     |         |
| WTA 250                     |         |
| WTA 125                     |         |

### Gra pojedyncza 8 (3–5)
| Końcowy wynik | Nr | Data             | Turniej       | Nawierzchnia    | Przeciwniczka       | Wynik finału     |
| ------------- | -- | ---------------- | ------------- | --------------- | ------------------- | ---------------- |
| Zwyciężczyni  | 1. | 26 lutego 2012   | Monterrey     | Twarda          | Alexandra Cadanțu   | 6:4, 6:4         |
| Finalistka    | 1. | 2 maja 2015      | Marrakesz     | Ceglana         | Elina Switolina     | 5:7, 6:7(3)      |
| Finalistka    | 2. | 5 sierpnia 2016  | Florianópolis | Twarda          | Irina-Camelia Begu  | 6:2, 4:6, 3:6    |
| Zwyciężczyni  | 2. | 26 lutego 2017   | Budapeszt     | Twarda (hala)   | Lucie Šafářová      | 6:7(4), 6:4, 6:3 |
| Finalistka    | 3. | 17 września 2017 | Québec        | Dywanowa (hala) | Alison Van Uytvanck | 7:5, 4:6, 1:6    |
| Finalistka    | 4. | 30 września 2017 | Taszkent      | Twarda          | Kateryna Bondarenko | 4:6, 4:6         |
| Zwyciężczyni  | 3. | 4 lutego 2018    | Tajpej        | Twarda          | Kateryna Kozłowa    | 7:5, 6:1         |
| Finalistka    | 5. | 8 kwietnia 2018  | Monterrey     | Twarda          | Garbiñe Muguruza    | 6:3, 4:6, 3:6    |

### Gra podwójna 40 (27–13)
| Końcowy wynik | Nr  | Data                 | Turniej         | Nawierzchnia    | Partnerka                | Przeciwniczki                            | Wynik finału        |
| ------------- | --- | -------------------- | --------------- | --------------- | ------------------------ | ---------------------------------------- | ------------------- |
| Zwyciężczyni  | 1.  | 17 czerwca 2012      | Birmingham      | Trawiasta       | Hsieh Su-wei             | Liezel Huber Lisa Raymond                | 7:5, 6:7(2), 10–8   |
| Finalistka    | 1.  | 12 stycznia 2013     | Hobart          | Twarda          | Mandy Minella            | Garbiñe Muguruza María-Teresa Torró-Flor | 3:6, 6:7(5)         |
| Zwyciężczyni  | 2.  | 23 lutego 2013       | Bogota          | Ceglana         | Mandy Minella            | Eva Birnerová Aleksandra Panowa          | 6:4, 6:3            |
| Zwyciężczyni  | 3.  | 7 kwietnia 2013      | Monterrey       | Twarda          | Kimiko Date-Krumm        | Eva Birnerová Tamarine Tanasugarn        | 6:1, 6:4            |
| Zwyciężczyni  | 4.  | 28 kwietnia 2013     | Marrakesz       | Ceglana         | Mandy Minella            | Petra Martić Kristina Mladenovic         | 6:3, 6:1            |
| Zwyciężczyni  | 5.  | 14 września 2013     | Taszkent        | Twarda          | Jarosława Szwiedowa      | Mandy Minella Wolha Hawarcowa            | 6:3, 6:3            |
| Zwyciężczyni  | 6.  | 10 stycznia 2014     | Sydney          | Twarda          | Lucie Šafářová           | Sara Errani Roberta Vinci                | 7:5, 3:6, 10–7      |
| Finalistka    | 2.  | 2 lutego 2014        | Paryż           | Twarda (hala)   | Kristina Mladenovic      | Anna-Lena Grönefeld Květa Peschke        | 7:6(7), 4:6, 5-10   |
| Finalistka    | 3.  | 6 kwietnia 2014      | Monterrey       | Twarda          | Wolha Hawarcowa          | Darija Jurak Megan Moulton-Levy          | 6:7(5), 6:3, 9–11   |
| Zwyciężczyni  | 7.  | 20 kwietnia 2014     | Kuala Lumpur    | Twarda          | Chan Hao-ching           | Chan Yung-jan Zheng Saisai               | 6:3, 6:4            |
| Finalistka    | 4.  | 5 lipca 2014         | Wimbledon       | Trawiasta       | Kristina Mladenovic      | Sara Errani Roberta Vinci                | 1:6, 3:6            |
| Finalistka    | 5.  | 17 sierpnia 2014     | Cincinnati      | Twarda          | Kristina Mladenovic      | Raquel Kops-Jones Abigail Spears         | 1:6, 0:2 krecz      |
| Zwyciężczyni  | 8.  | 21 lutego 2015       | Dubaj           | Twarda          | Kristina Mladenovic      | Garbiñe Muguruza Carla Suárez Navarro    | 6:3, 6:2            |
| Zwyciężczyni  | 9.  | 1 maja 2015          | Marrakesz       | Ceglana         | Kristina Mladenovic      | Laura Siegemund Maryna Zanewśka          | 6:1, 7:6(5)         |
| Zwyciężczyni  | 10. | 17 maja 2015         | Rzym            | Ceglana         | Kristina Mladenovic      | Martina Hingis Sania Mirza               | 6:4, 6:3            |
| Finalistka    | 6.  | 3 kwietnia 2016      | Miami           | Twarda          | Jarosława Szwiedowa      | Bethanie Mattek-Sands Lucie Šafářová     | 3:6, 4:6            |
| Finalistka    | 7.  | 9 lipca 2016         | Wimbledon       | Trawiasta       | Jarosława Szwiedowa      | Serena Williams Venus Williams           | 3:6, 4:6            |
| Finalistka    | 8.  | 4 sierpnia 2016      | Florianópolis   | Twarda          | Réka Luca Jani           | Ludmyła Kiczenok Nadija Kiczenok         | 3:6, 1:6            |
| Zwyciężczyni  | 11. | 13 stycznia 2017     | Sydney          | Twarda          | Anastasija Pawluczenkowa | Sania Mirza Barbora Strýcová             | 6:4, 6:4            |
| Zwyciężczyni  | 12. | 5 maja 2017          | Rabat           | Ceglana         | Andrea Hlaváčková        | Nina Stojanović Maryna Zanewśka          | 2:6, 6:3, 10–5      |
| Finalistka    | 9.  | 13 maja 2017         | Madryt          | Ceglana         | Andrea Hlaváčková        | Chan Yung-jan Martina Hingis             | 4:6, 3:6            |
| Zwyciężczyni  | 13. | 17 września 2017     | Québec          | Dywanowa (hala) | Andrea Hlaváčková        | Bianca Andreescu Carson Branstine        | 6:3, 6:1            |
| Zwyciężczyni  | 14. | 30 września 2017     | Taszkent        | Twarda          | Andrea Hlaváčková        | Nao Hibino Oksana Kalasznikowa           | 7:5, 6:4            |
| Finalistka    | 10. | 8 października 2017  | Pekin           | Twarda          | Andrea Hlaváčková        | Chan Yung-jan Martina Hingis             | 1:6, 4:6            |
| Zwyciężczyni  | 15. | 20 października 2017 | Moskwa          | Twarda (hala)   | Andrea Hlaváčková        | Nicole Melichar Anna Smith               | 6:2, 3:6, 10–3      |
| Zwyciężczyni  | 16. | 29 października 2017 | Singapur        | Twarda (hala)   | Andrea Hlaváčková        | Kiki Bertens Johanna Larsson             | 4:6, 6:4, 10–5      |
| Zwyciężczyni  | 17. | 26 stycznia 2018     | Australian Open | Twarda          | Kristina Mladenovic      | Jekatierina Makarowa Jelena Wiesnina     | 6:4, 6:3            |
| Finalistka    | 11. | 12 maja 2018         | Madryt          | Ceglana         | Kristina Mladenovic      | Jekatierina Makarowa Jelena Wiesnina     | 6:2, 4:6, 8–10      |
| Zwyciężczyni  | 18. | 24 czerwca 2018      | Birmingham      | Trawiasta       | Kristina Mladenovic      | Elise Mertens Demi Schuurs               | 4:6, 6:3, 10–8      |
| Finalistka    | 12. | 9 września 2018      | US Open         | Twarda          | Kristina Mladenovic      | Ashleigh Barty Coco Vandeweghe           | 6:3, 6:7(2), 6:7(6) |
| Zwyciężczyni  | 19. | 28 października 2018 | Singapur        | Twarda (hala)   | Kristina Mladenovic      | Barbora Krejčíková Kateřina Siniaková    | 6:4, 7:5            |
| Finalistka    | 13. | 25 stycznia 2019     | Australian Open | Twarda          | Kristina Mladenovic      | Samantha Stosur Zhang Shuai              | 3:6, 4:6            |
| Zwyciężczyni  | 20. | 28 kwietnia 2019     | Stambuł         | Ceglana         | Kristina Mladenovic      | Alexa Guarachi Sabrina Santamaria        | 6:1, 6:0            |
| Zwyciężczyni  | 21. | 8 czerwca 2019       | French Open     | Ceglana         | Kristina Mladenovic      | Duan Yingying Zheng Saisai               | 6:2, 6:3            |
| Zwyciężczyni  | 22. | 3 listopada 2019     | Shenzhen        | Twarda (hala)   | Kristina Mladenovic      | Hsieh Su-wei Barbora Strýcová            | 6:1, 6:3            |
| Zwyciężczyni  | 23. | 31 stycznia 2020     | Australian Open | Twarda          | Kristina Mladenovic      | Hsieh Su-wei Barbora Strýcová            | 6:2, 6:1            |
| Zwyciężczyni  | 24. | 11 października 2020 | French Open     | Ceglana         | Kristina Mladenovic      | Alexa Guarachi Desirae Krawczyk          | 6:4, 7:5            |
| Zwyciężczyni  | 25. | 21 kwietnia 2024     | Rouen           | Ceglana (hala)  | Irina Chromaczowa        | Naiktha Bains Maia Lumsden               | 6:3, 6:4            |
| Zwyciężczyni  | 26. | 2 lutego 2025        | Linz            | Twarda (hala)   | Luisa Stefani            | Ludmyła Kiczenok Nadija Kiczenok         | 3:6, 7:5, 10–4      |
| Zwyciężczyni  | 27. | 24 maja 2025         | Strasburg       | Ceglana         | Luisa Stefani            | Guo Hanyu Nicole Melichar-Martinez       | 6:3, 6:7(4), 10–7   |

### Gra mieszana 2 (0–2)
| Końcowy wynik | Nr | Data             | Turniej         | Nawierzchnia | Partner        | Przeciwnicy                   | Wynik finału   |
| ------------- | -- | ---------------- | --------------- | ------------ | -------------- | ----------------------------- | -------------- |
| Finalistka    | 1. | 12 lipca 2015    | Wimbledon       | Trawiasta    | Alexander Peya | Martina Hingis Leander Paes   | 1:6, 1:6       |
| Finalistka    | 2. | 28 stycznia 2018 | Australian Open | Twarda       | Rohan Bopanna  | Gabriela Dabrowski Mate Pavić | 6:2, 4:6, 9-11 |

## Finały turniejów WTA 125

### Gra pojedyncza 2 (1–1)
| Końcowy wynik | Nr | Data              | Turniej | Nawierzchnia    | Przeciwniczka      | Wynik finału |
| ------------- | -- | ----------------- | ------- | --------------- | ------------------ | ------------ |
| Zwyciężczyni  | 1. | 22 listopada 2015 | Tajpej  | Dywanowa (hala) | Misaki Doi         | 7:5, 6:3     |
| Finalistka    | 1. | 17 listopada 2019 | Tajpej  | Dywanowa (hala) | Witalija Djaczenko | 3:6, 2:6     |

### Gra podwójna 6 (1–5)
| Końcowy wynik | Nr | Data             | Turniej             | Nawierzchnia  | Partnerka           | Przeciwniczki                        | Wynik finału    |
| ------------- | -- | ---------------- | ------------------- | ------------- | ------------------- | ------------------------------------ | --------------- |
| Zwyciężczyni  | 1. | 10 sierpnia 2013 | Suzhou              | Twarda        | Michaëlla Krajicek  | Han Xinyun Eri Hozumi                | 6:2, 6:2        |
| Finalistka    | 1. | 9 listopada 2014 | Limoges             | Twarda (hala) | Kristina Mladenovic | Kateřina Siniaková Renata Voráčová   | 6:2, 2:6, 5–10  |
| Finalistka    | 2. | 20 sierpnia 2022 | Vancouver           | Twarda        | Angela Kulikov      | Miyu Katō Asia Muhammad              | 3:6, 5:7        |
| Finalistka    | 3. | 2 grudnia 2023   | Andora              | Twarda (hala) | Heather Watson      | Erika Andriejewa Céline Naef         | 1:6, 2:6        |
| Finalistka    | 4. | 30 marca 2024    | Antalya             | Ceglana       | Wiera Zwonariowa    | Angelica Moratelli Camilla Rosatello | 3:6, 6:3, 13–15 |
| Finalistka    | 5. | 6 kwietnia 2024  | La Bisbal d’Empordà | Ceglana       | Dalma Gálfi         | Miriam Kolodziejová Anna Sisková     | walkower        |

## Występy w Turnieju Mistrzyń

### W grze podwójnej
| Rok  | Rezultat     | Partnerka           | Przeciwniczki                                                                                | Wynik                         |
| 2015 | Faza grupowa | Kristina Mladenovic | Martina Hingis Sania Mirza Raquel Kops-Jones Abigail Spears Andrea Hlaváčková Lucie Hradecká | 4:6, 5:7 7:6(5), 6:2 2:6, 1:6 |
| 2016 | Ćwierćfinał  | Jarosława Szwiedowa | Bethanie Mattek-Sands Lucie Šafářová                                                         | 7:5, 6:7(6), 2–10             |
| 2017 | Zwycięstwo   | Andrea Hlaváčková   | Kiki Bertens Johanna Larsson                                                                 | 4:6, 6:4, 10–5                |
| 2018 | Zwycięstwo   | Kristina Mladenovic | Barbora Krejčíková Kateřina Siniaková                                                        | 6:4, 7:5                      |
| 2019 | Zwycięstwo   | Kristina Mladenovic | Hsieh Su-wei Barbora Strýcová                                                                | 6:1, 6:3                      |

## Występy w Turnieju WTA Tournament of Champions/WTA Elite Trophy

### W grze pojedynczej
| Rok  | Rezultat                             | Przeciwniczka                | Wynik                |
| 2016 | Faza grupowa (zawodniczka rezerwowa) | Timea Bacsinszky Zhang Shuai | 4:6, 2:6 6:7(2), 4:6 |

## Finały turniejów ITF
| turnieje z pulą nagród 100 000 $   |
| turnieje z pulą nagród 75/80 000 $ |
| turnieje z pulą nagród 50/60 000 $ |
| turnieje z pulą nagród 40 000 $    |
| turnieje z pulą nagród 25 000 $    |
| turnieje z pulą nagród 15 000 $    |
| turnieje z pulą nagród 10 000 $    |

### Gra pojedyncza 25 (15–10)
| Rezultat     |     | Data       | Turniej             | ($)      | Naw.      | Przeciwniczka        | Wynik               |
| Finalistka   | 1.  | 03/05/2009 | Bournemouth         | 10 000   | Ceglana   | Svenja Weidemann     | 6:4, 3:6, 4:6       |
| Zwyciężczyni | 1.  | 10/05/2009 | Edynburg            | 10 000   | Ceglana   | Naomi Broady         | 6:4, 6:7(3), 7:6(8) |
| Finalistka   | 2.  | 12/07/2009 | Felixstowe          | 10 000   | Trawiasta | Anna Smith           | 5:7, 6:3, 4:6       |
| Zwyciężczyni | 2.  | 08/11/2009 | Sunderland          | 10 000   | Twarda    | Matea Mežak          | 7:6(2), 6:4         |
| Finalistka   | 3.  | 15/11/2009 | Jersey              | 10 000   | Twarda    | Matea Mežak          | 2:6, 3:6            |
| Zwyciężczyni | 3.  | 09/05/2010 | Edynburg            | 10 000   | Ceglana   | Tara Moore           | 6:2, 6:2            |
| Finalistka   | 4.  | 13/06/2010 | Budapeszt           | 25 000   | Ceglana   | Mathilde Johansson   | 7:6(4), 1:6, 0:6    |
| Zwyciężczyni | 4.  | 18/07/2010 | Woking              | 25 000   | Twarda    | Katie O’Brien        | 7:5, 6:4            |
| Zwyciężczyni | 5.  | 05/12/2010 | Bendigo             | 25 000   | Twarda    | Elica Kostowa        | 3:6, 6:3, 7:5       |
| Zwyciężczyni | 6.  | 19/06/2011 | Astana              | 25 000   | Twarda    | Tadeja Majerič       | 6:0, 6:2            |
| Zwyciężczyni | 7.  | 03/07/2011 | Stuttgart-Vaihingen | 25 000   | Ceglana   | Korina Perkovic      | 1:6, 6:2, 6:3       |
| Zwyciężczyni | 8.  | 30/10/2011 | Saguenay            | 50 000   | Twarda    | Julia Boserup        | 7:6(7), 6:3         |
| Zwyciężczyni | 9.  | 27/11/2011 | Helsinki            | 25 000   | Twarda    | Jana Čepelová        | 6:3, 6:1            |
| Finalistka   | 5.  | 08/01/2012 | Quanzhou            | 50 000+H | Twarda    | Kimiko Date          | 3:6, 3:6            |
| Zwyciężczyni | 10. | 12/05/2013 | Johannesburg        | 50 000+H | Twarda    | Chanel Simmonds      | 6:7(3), 6:4, 6:1    |
| Finalistka   | 6.  | 04/08/2013 | Donieck             | 75 000   | Twarda    | Elina Switolina      | 3:6, 6:2, 7:6(9)    |
| Finalistka   | 7.  | 03/11/2013 | Toronto             | 50 000   | Twarda    | Victoria Duval       | 5:7, krecz          |
| Zwyciężczyni | 11. | 04/05/2014 | Gifu                | 75 000   | Twarda    | Jekatierina Byczkowa | 6:1, 6:2            |
| Zwyciężczyni | 12. | 26/10/2014 | Poitiers            | 100 000  | Twarda    | Océane Dodin         | 6:3, 4:6, 7:5       |
| Finalistka   | 8.  | 23/06/2019 | Ilkley              | 100 000  | Trawiasta | Monica Niculescu     | 2:6, 6:4, 3:6       |
| Finalistka   | 9.  | 24/10/2021 | Hamburg             | 25 000   | Twarda    | Antonia Ružić        | 2:6, 1:4 krecz      |
| Finalistka   | 10. | 19/03/2023 | Pretoria            | 60 000   | Twarda    | Alina Korniejewa     | 3:6, 6:7(3)         |
| Zwyciężczyni | 13. | 09/04/2023 | Jackson             | 25 000   | Ceglana   | Whitney Osuigwe      | 7:5, 7:5            |
| Zwyciężczyni | 14. | 23/04/2023 | Szarm el-Szejk      | 25 000   | Twarda    | Marija Timofiejewa   | 6:4, 6:1            |
| Zwyciężczyni | 15. | 07/05/2023 | Larnaka             | 25 000   | Ceglana   | Raluca Șerban        | 6:4, 5:7, 7:6(5)    |

### Gra podwójna 26 (14–12)
| Rezultat     |     | Data       | Turniej        | ($)       | Naw.          | Partnerka             | Przeciwniczki                           | Wynik             |
| Zwyciężczyni | 1.  | 03/05/2009 | Bournemouth    | 10 000    | Ceglana       | Stephanie Cornish     | Elixane Lechemia Alizé Lim              | walkower          |
| Finalistka   | 1.  | 15/11/2009 | Jersey         | 10 000    | Twarda        | Malou Ejdesgaard      | Kiki Bertens Daniëlle Harmsen           | 5:7, 5:7          |
| Finalistka   | 2.  | 07/02/2010 | Burnie         | 25 000    | Twarda        | Anna Arina Marenko    | Jessica Moore Arina Rodionowa           | 2:6, 4:6          |
| Finalistka   | 3.  | 09/05/2010 | Edynburg       | 10 000    | Ceglana       | Tara Moore            | Amanda Elliott Jocelyn Rae              | 6:7(5), 4:6       |
| Zwyciężczyni | 2.  | 18/07/2010 | Woking         | 25 000    | Twarda        | Emma Laine            | Jocelyn Rae Emelyn Starr                | 6:2, 6:2          |
| Finalistka   | 4.  | 07/11/2010 | Kalgoorlie     | 25 000    | Twarda        | Monika Wejnert        | Daniella Dominikovic Jessica Moore      | 4:6, 6:2, 6–10    |
| Zwyciężczyni | 3.  | 21/11/2010 | Wellington     | 25 000    | Twarda        | Tammi Patterson       | Jarmila Groth Jade Hopper               | 6:3, 6:2          |
| Zwyciężczyni | 4.  | 28/11/2010 | Traralgon      | 25 000    | Twarda        | Melanie South         | Jarmila Groth Jade Hopper               | 6:3, 6:2          |
| Zwyciężczyni | 5.  | 05/12/2010 | Bendigo        | 25 000    | Twarda        | Melanie South         | Jarmila Groth Jade Hopper               | 6:3, 6:2          |
| Zwyciężczyni | 6.  | 12/03/2011 | Irapuato       | 25 000    | Twarda        | Johanna Konta         | Macall Harkins Nicole Rottmann          | 6:3, 6:4          |
| Zwyciężczyni | 7.  | 26/03/2011 | Bath           | 25 000    | Twarda        | Anne Kremer           | Marta Domachowska Katarzyna Piter       | 7:6(5), 6:2       |
| Finalistka   | 5.  | 25/06/2011 | Kristinehamn   | 25 000    | Ceglana       | Ksienija Łykina       | Mervana Jugić-Salkić Emma Laine         | 4:6, 4:6          |
| Zwyciężczyni | 8.  | 23/07/2011 | A Coruña       | 25 000    | Twarda        | Victoria Larrière     | Leticia Costas Inés Ferrer Suárez       | 7:5, 6:3          |
| Finalistka   | 6.  | 17/09/2011 | Mestre         | 50 000    | Ceglana       | Magda Linette         | Walentina Iwachnienko Marina Mielnikowa | 4:6, 5:7          |
| Zwyciężczyni | 9.  | 29/10/2011 | Saguenay       | 50 000    | Twarda (hala) | Jessica Pegula        | Gabriela Dabrowski Marie-Ève Pelletier  | 6:4, 6:3          |
| Finalistka   | 7.  | 04/11/2011 | Toronto        | 50 000    | Twarda (hala) | Jessica Pegula        | Gabriela Dabrowski Marie-Ève Pelletier  | 5:7, 7:6(5), 4–10 |
| Finalistka   | 8.  | 26/11/2011 | Helsinki       | 25 000    | Twarda        | Iryna Buriaczok       | Janette Husárová Emma Laine             | 7:5, 5:7, 9–11    |
| Finalistka   | 9.  | 02/04/2022 | Pretoria       | 60 000    | Twarda        | Walerija Sawinych     | Eudice Chong Cody Wong Hong-yi          | 5:7, 7:5, 11–13   |
| Zwyciężczyni | 10. | 07/05/2022 | Bonita Springs | 100 000   | Ceglana       | Nao Hibino            | Wolha Hawarcowa Katarzyna Kawa          | 6:4, 3:6, 10–7    |
| Finalistka   | 10. | 02/07/2022 | Charleston     | 100 000   | Ceglana       | Marcela Zacarías      | Alycia Parks Sachia Vickery             | 4:6, 7:5, 5–10    |
| Zwyciężczyni | 11. | 06/11/2022 | Barranquilla   | 60 000    | Twarda        | Kateryna Wołodko      | Carolina Alves Wałerija Strachowa       | 3:6, 7:5, 10–7    |
| Zwyciężczyni | 12. | 11/12/2022 | Dubaj          | 100 000+H | Twarda        | Kristina Mladenovic   | Magdalena Fręch Kateryna Wołodko        | 6:1, 6:3          |
| Finalistka   | 11. | 11/03/2023 | Pretoria       | 25 000    | Twarda        | Georgina García Pérez | Emina Bektas Lina Glushko               | 3:6, 6:4, 11–13   |
| Zwyciężczyni | 13. | 12/08/2023 | Maspalomas     | 100 000   | Ceglana       | Anna Bondár           | Leyre Romero Gormaz Arantxa Rus         | 6:4, 3:6, 10–4    |
| Finalistka   | 12. | 21/10/2023 | Shenzhen       | 100 000   | Twarda        | Kateryna Wołodko      | Kristina Mladenovic Moyuka Uchijima     | 2:6, 5:7          |
| Zwyciężczyni | 14. | 10/12/2023 | Dubaj          | 100 000   | Twarda        | Wiera Zwonariowa      | Olivia Nicholls Heather Watson          | 6:1, 2:6, 10–7    |

## Finały juniorskich turniejów wielkoszlemowych

### Gra podwójna (5)
| Końcowy wynik | Rok  | Turniej         | Nawierzchnia | Partnerka          | Przeciwniczki                             | Wynik finału     |
| Finalistka    | 2009 | French Open     | Ceglana      | Heather Watson     | Elena Bogdan Noppawan Lertcheewakarn      | 6:3, 3:6, 8–10   |
| Finalistka    | 2010 | Australian Open | Twarda       | Gabriela Dabrowski | Jana Čepelová Chantal Škamlová            | 6:7(1), 2:6      |
| Zwyciężczyni  | 2010 | French Open     | Ceglana      | Sloane Stephens    | Lara Arruabarrena María-Teresa Torró-Flor | 6:2, 6:3         |
| Zwyciężczyni  | 2010 | Wimbledon       | Trawiasta    | Sloane Stephens    | Irina Chromaczowa Elina Switolina         | 6:7(7), 6:2, 6:2 |
| Zwyciężczyni  | 2010 | US Open         | Twarda       | Sloane Stephens    | An-Sophie Mestach Silvia Njirić           | walkower         |